# جيروم كارتر (لاعب كرة قدم أمريكية)
جيروم كارتر (بالإنجليزية: Jerome Carter)‏ هو لاعب كرة قدم أمريكية أمريكي، ولد في 25 أكتوبر 1982 في ليك سيتي في الولايات المتحدة.

## وصلات خارجية
- جيروم كارتر على موقع مرجع كرة القدم المحترفة.كوم (الإنجليزية)
- جيروم كارتر على موقع JustSportsStats.com (الإنجليزية)